# Prowincja Ankona
Ankona (wł. Anconaⓘ, ofic. Provincia di Ancona) – prowincja we Włoszech. Nadrzędną jednostką podziału administracyjnego jest region (tu: Marche), a podrzędną jest gmina. Prowincja Ankona dzieli się na 49 gmin.